# Протопопов, Сергей Васильевич
Серге́й Васи́льевич Протопо́пов (8 (20) июня 1851, Петергоф, Санкт-Петербургская губерния — 25 января 1931, Ницца, Франция) — протоиерей, писатель, духовный композитор, музыковед.

## Биография
Учился на юридическом факультете Санкт-Петербургского университета, в Императорском историко-филологическом институте. В 1870 году перешёл в Санкт-Петербургскую духовную академию по церковно-историческому отделению. Одновременно учился в Санкт-Петербургской консерватории.
Магистр богословия.
С 1874 года был священником церкви во имя святого благоверного великого князя Александра Невского при Императорском Воспитательном обществе благородных девиц и законоучителем Смольного института.
С 1876 по 1878 год издавал газету «Мирское слово». Должность в Смольном институте и редакторство унаследовал от своего тестя — епископа Виталия (Гречулевича).
Редактор-издатель журнала «Странник» и газеты «Современность». Долголетний сотрудник «Церковных ведомостей», «Церковного вестника» и «Нового времени».
В 1878 году был определён на церковную службу за границей с назначением на должность настоятеля Николаевского храма в Ницце, основал Скорбященскую церковь при доме-приюте Братства Святой Анастасии в Ментоне и Михаило-Архангельский храм в Каннах. Протоиерей (с 1884 года). Настоятель Елисаветинского храма в Висбадене (Германия) (1887—1914). 2 июля 1904 года он отпевал русского писателя Антона Чехова.
Сотрудничал в журнале старокатоликов «Deutscher Mercur». Много внимания уделял церковному пению и создал из немцев отличный хор, переведя русские тексты на немецкий язык.
С началом мировой войны был приписан к Александро-Невскому собору в Париже (1914—1917).
В 1917—1921 годах — военный священник во французской армии в Марселе.
Благочинный приходов на юге Франции (1921—1928).
Протопресвитер (1924).
Автор богословских, духовно-музыкальных сочинений и статей о духовной музыке.

## Труды
- Поучение Владимира Мономаха, как памятник религиозно-нравственных воззрений и жизни на Руси в до-татарскую эпоху. // Журнал министерства народного просвещения. — СПб., 1874. Ч. CLXXI. 1874. Февраль. 65 с.
- Обзор хронографов русской редакции, соч. А. Попова. [Рец. / [С. Протопопов]. — [СПб] : тип. духов. журн. «Странник», 1874.

- Протоиерей Герасим Петрович Павский: Биогр. очерк. — СПб., 1876. — 108 с.
- Организм и неорганическая природа. — СПб, 1877.
- Истинная христианская любовь. Слово в день памяти св. равноапостольной Марии Магдалины и тезоименитства ея величества, благочестивейшей государыни императрицы Марии Александровны. — СПб: Странник, 1877.
- О Царствии Божием, долженствующем пребывать в нас вечно. Проповеди, произнесенные в Висбадене за богослужениями, совершаемыми по византийскому обряду на немецком языке. — Висбаден. 1892.
- О художественном элементе в православном церковном пении: (Мысли и наблюдения). — [Сергиев Посад]: Свято-Троиц. Сергиева лавра, 1901.
- Обедня торжественная или Праздничное пение на Литургии св. Иоанна Златоустого: Для смешан. хора (мужских и детских (или женских) голосов без сопровожд. — М., 1906.

## Семья
В некрологе Протопопова есть указание его родовой фамилии и титула — князь Ухтомский. Живущие во Франции его потомки носят двойную фамилию — Протопоповы-Ухтомские. По их сведениям, род восходит к Якову Степановичу Ухтомскому, упоминаемом в документах начала XVIII в.
Документально удалось проследить судьбу предков Протопопова, начиная с его прапрадеда.
- Прапрадед — Иван Яковлевич Протопопов (1727—после 1771), служил диаконом в кремлёвской дворцовой церкви Успения, что у Великого Государя вверху.
- Прадед — Семён Иванович Протопопов (1769—1813), московский протоиерей, настоятель Воскресенской на Таганке церкви.
- Дед — Иван Семёнович Протопопов (1795—1850) — настоятель церкви Успения в Печатниках.
- Отец — Василий Иванович Протопопов (1826—1880) — выпускник Санкт-Петербургской духовной академии, протоиерей, настоятель придворных соборов Петергофской церкви, Царскосельского собора и Большого собора Зимнего Дворца.
- Дядя — епископ Серафим (Протопопов).
- Жена — Любовь Васильевна, урожденная Доленго-Гречулевич (1853—1925) — дочь протоиерея Василия Гречулевича (позднее епископа).
  - Сын — Евгений Сергеевич Протопопов-Ухтомский, князь (12 июля 1875, Рига — 5 января 1944, Канны) — дипломат, общественный и церковный деятель. Окончил Императорский Александровский лицей в Санкт-Петербурге, Пажеский корпус. Состоял на дипломатической работе на о. Крит, в Париже, Марселе. Генеральный консул России в Ницце.
  - Сын — Сергей Сергеевич Протопопов-Ухтомский, князь (26 июля 1878, Царское Село Петербургской губернии — 12 июля 1952, Гаренн-Коломб, под Парижем) — правовед, певец (баритон). Окончил Императорское училище правоведения. Состоял секретарем отдела торговли Министерства торговли и промышленности. Во время I мировой войны уполномоченный Русского Красного Креста.